# Antigirl
Tiphanie Brooke (født i 1983), professionelt kendt som Antigirl, er en amerikansk kunstner og grafiker. Hun er bedst kendt for sin serie af hjertemalerier, street art og collager.

## Baggrund
Brooke er født og opvokset i Phoenix, Arizona. Hun gik på Phoenix College og senere Art Center College of Design i Pasadena, Californien, hvor hun opnåede sin Bachelor of Fine Arts i grafisk design.

## Navn
Ifølge Brook tog hun navnet "Antigirl" efter at en ven spurgte hende: "Why are you so anti, girl?" ("Hvorfor er du så anti, pige?").